# Geranium wallichianum
Geranium wallichianum är en näveväxtart som beskrevs av David Don och Robert Sweet. Geranium wallichianum ingår i släktet nävor, och familjen näveväxter. Inga underarter finns listade i Catalogue of Life.